# 王韬 (1866年)
王韬（1866年—1937年）， 原名王延焘，又名王敬三、王敬珊，山东省福山县（今烟台市福山区）古现村人，中华民国政治人物。 

## 生平
王韜出生於一個仕宦家庭。1927年12月20日獲任命為直隶省口北道尹。1930年暂行护理北平市市长，1933年任天津市市长，1937年病逝。